# Alan Ritchson
Alan Ritchson est un chanteur, acteur, producteur, scénariste et top model américain, né le 28 novembre 1982 à Grand Forks (Dakota du Nord).
Il se fait connaître par ses rôles de personnages de comic-book. Il est remarqué comme Aquaman qu'il incarne brièvement dans la série fantastique Smallville (2005-2010), ce qui lui permet de jouer son premier grand rôle dans la série comique Blue Mountain State (2010-2011). Dès lors, l'acteur apparaît régulièrement à la télévision et au cinéma : Hunger Games : L'Embrasement (2013), Témoin à louer (2015), Office Uprising (2018) mais surtout en étant le Raphael des Ninja Turtles 1 et 2 (2014-2016). Il est aussi à l'affiche de l'éphémère série Blood Drive (2017), puis, il incarne le personnage d'Hawk dans la série DC Universe, Titans (depuis 2018). Il incarne ensuite Jack Reacher dans la série Reacher.

## Biographie

### Jeunesse et formation
Alan Michael Ritchson naît le 28 novembre 1982  à Grand Forks, dans le Dakota du Nord. Son père, David, est un ancien adjudant de l'US Air Force et sa mère, Vickie, une enseignante. Il est le cadet de trois frères, dont Eric, le plus âgé, et Brian, le plus jeune.
Pendant son enfance, sa famille déménage souvent, ils habitent ainsi un temps à Rantoul, dans l'Illinois. À l'âge de dix ans, sa famille s'installe finalement à Niceville, en Floride.
En 2001, il est diplômé du lycée de Niceville.

### Mannequinat et débuts de carrière
En 2004, Alan Ritchson participe au télé-crochet musical populaire American Idol, où il était un des 87 premiers concurrents de la troisième saison. Il est repéré  principalement pour son striptease dans un épisode dans lequel il courtise la juge Paula Abdul,.
Il commence sa carrière comme top model en collaboration avec Abercrombie and Fitch ; il pose aussi pour des sous-vêtements pour le site en ligne internationaljock.com.
En 2005, il devient Aquaman, rôle récurrent pour la série Smallville du réseau The CW Television Network, aux côtés de Tom Welling. Bien qu'il n’apparaisse que dans une poignée d'épisodes, ce personnage est un réel premier coup de projecteur sur le jeune comédien.
Dès lors, entre 2006 et 2009, il joue dans des films à petits budgets avec des premiers rôles comme dans le western moderne Rex (2008) et le drame Steam (2007) aux côtés d'Ally Sheedy.
En 2007, il est choisi comme modèle pour le personnage du jeu vidéo La Légende de Beowulf.
En 2008, il travaille pour l’agence Vision Model Management à Los Angeles et apparaît sur N2N Bodywear. La même année, il retrouve le personnage d'Aquaman pour lequel il pratique le doublage dans le film d'animation La Ligue des justiciers : Nouvelle Frontière.
Début 2009, il travaille sur sa dernière collaboration avec Abercrombie and Fitch.

### Cinéma et télévision

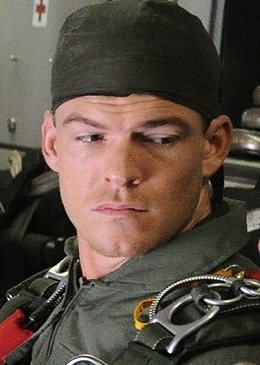
En 2013, sur le tournage de la série Hawaii 5-0.

Les années suivantes, Alan Ritchson va jouer dans des téléfilms (Toute une vie à aimer, Un amour éternel) et apparaître dans diverses séries télévisées installées (Les Experts : Miami, 90210 Beverly Hills : Nouvelle Génération,.
En 2010, il retrouve le personnage d'Aquaman pour la dernière saison de Smallville.
Entre 2010 et 2011, il incarne Thad Castle dans les trois saisons de Blue Mountain State,. Une série comique sportive du réseau Spike TV dans laquelle sa prestation est remarquée. Il subit ensuite le rejet de pilotes de séries dont il occupe des rôles majeurs, Super Fun Night pour CBS, qui sera finalement commandé un an plus tard, mais avec un casting différent par ABC, et The Rebels pour Prime Video.
En 2013, il joue un second rôle dans le blockbuster à succès Hunger Games : L'Embrasement. Il s'agit de l'adaptation cinématographique du deuxième roman de la trilogie homonyme de Suzanne Collins. Avec un revenu de 409,4 millions dollars sur le territoire américain, le film y est le plus gros succès de l'année 2013. La même année, il joue les guest-star pour un épisode de la série d'action Hawaii 5-0.
L'année suivante, il poursuit dans ce registre en jouant Raphael l'un des protagonistes de Ninja Turtles, produit par Michael Bay. Pour sa première fin de semaine d'exploitation américaine, le film réalise près de 65 millions de dollars de recettes. La production d'une suite est lancée.

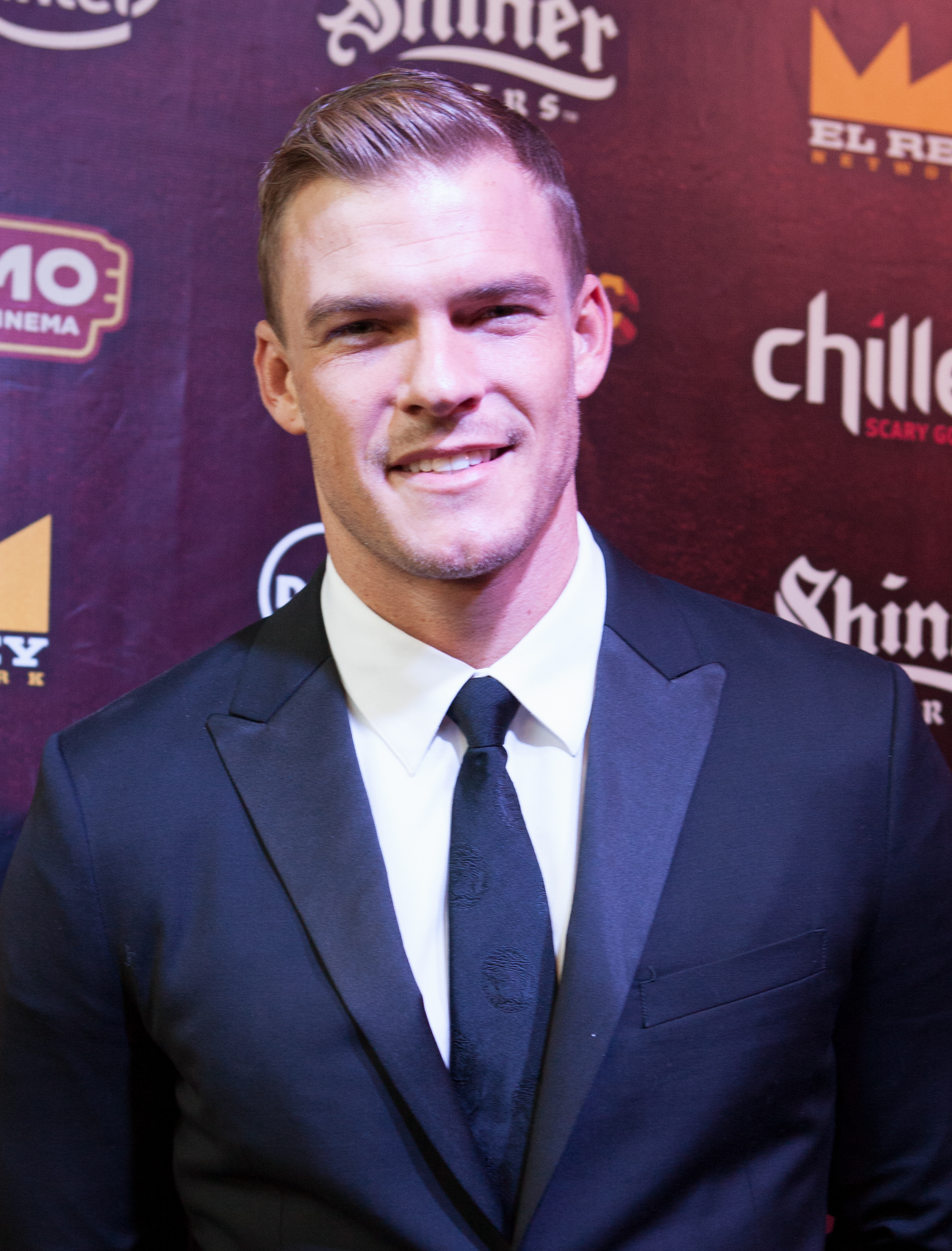
Alan Ritchson en 2015.

En 2015, il joue un second rôle dans la comédie américaine Témoin à louer, avec Kevin Hart et Kaley Cuoco, qui fonctionne au box-office. La même année, il est l'un des candidats de l'émission de divertissement I Can Do That du réseau NBC, aux côtés de célébrités comme Nicole Scherzinger, Ciara et Nick Jonas. Un programme présenté par Marlon Wayans,,.
En janvier 2016, il partage aussi la vedette du premier long métrage de Rooster Teeth, la comédie de science-fiction Lazer Team.
Puis, il reprend son rôle de Tchad Castle dans l'adaptation sur grand écran de la série Blue Mountain State, commercialisée en 2016 et dont il est la vedette principale. L'année où il rendosse le rôle de Raphael pour Ninja Turtles 2 de David Greene.
Entre-temps, il apparaît dans la websérie Enormous Friends aux côtés de son partenaire de jeu dans Blue Mountain State, Rob Ramsay.

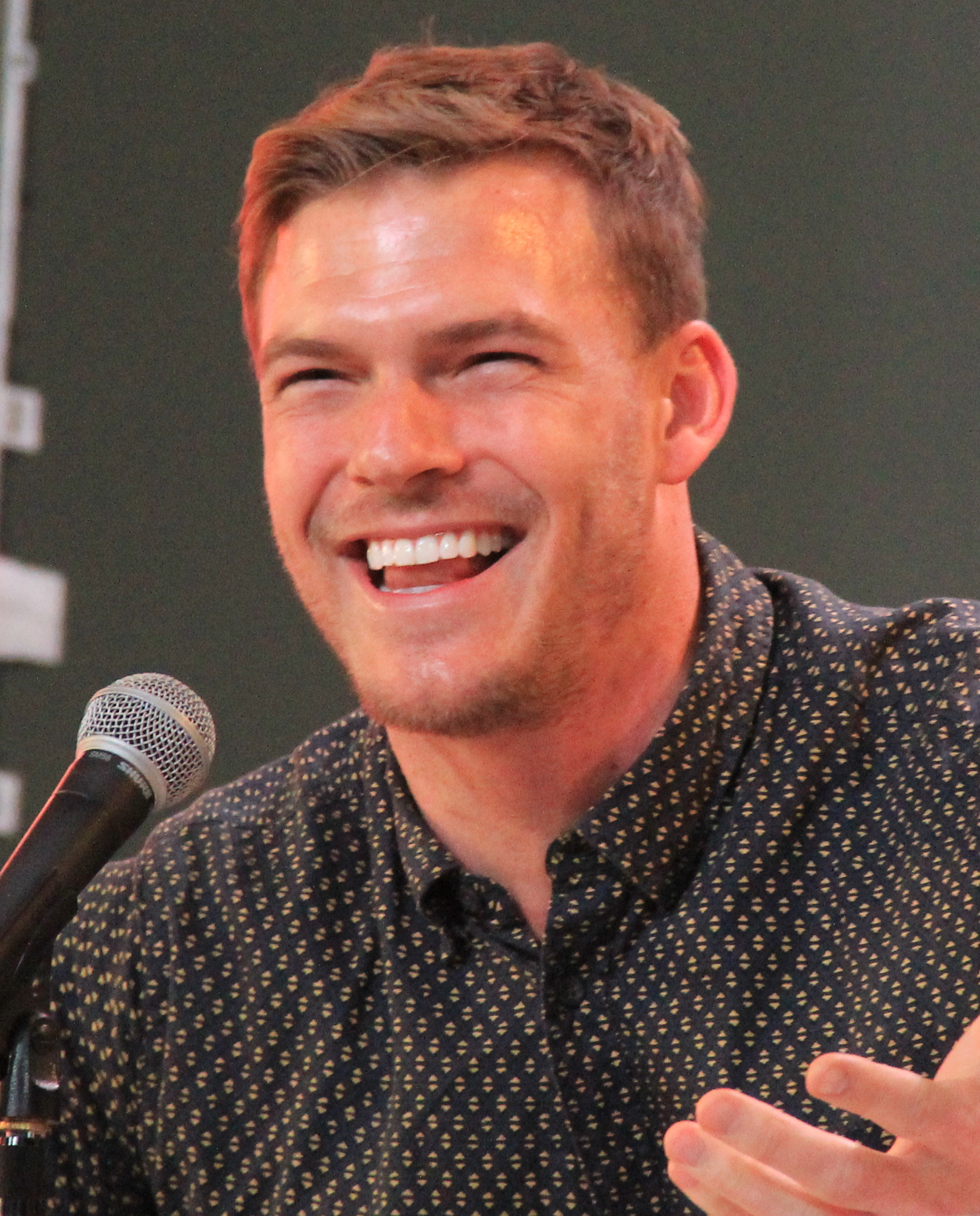
En 2016, Alan Ritchson participe à la convention Space City Comic Con, au Texas.

En 2017, il porte la série de science-fiction Blood Drive aux côtés de Christina Ochoa. Cependant, la série est annulée par Syfy au bout d'une seule saison, fautes d'audiences. Il trouve rapidement son regain en acceptant d'incarner Hawk dans la série Titans, distribuée par Netflix. Il s'agit de l'adaptation en prise de vue réelle du comics Les Jeunes Titans (Teen Titans). D'abord récurrent, il rejoint finalement la distribution principale aux côtés de Minka Kelly, Anna Diop, Teagan Croft, Ryan Potter, Conor Leslie et Brenton Thwaites. Il retrouve d'ailleurs ce dernier sur grand écran, dans la comédie horrifique Office Uprising en compétition aux Utopiales 2018.
En 2019, il est l'un des producteurs du film policier biographique américano-britannique Seberg, réalisé par Benedict Andrews, qui évoque l'histoire de l'actrice Jean Seberg et de ses liens avec Hakim Jamal et les Black Panthers. Une production menée par Kristen Stewart et Anthony Mackie présentée à la Mostra de Venise et au Festival du cinéma américain de Deauville. L'année où il gagne un prix à la suite de son rôle dans le drame indépendant Above the Shadows avec Olivia Thirlby, Megan Fox et Jim Gaffigan.

### Vie privée
Alan Ritchson est marié à Catherine Ritchson, avec qui il a eu trois enfants : Calem, Edan et Amory Tristan.

## Filmographie

### Acteur

#### Longs métrages
- 2006 : The Butcher de Edward Gorsuch : Mark
- 2007 : Steam de Kyle Schickner : Roy
- 2008 : Rex de Christopher L. Miller : Chase
- 2008 : La Ligue des justiciers : Nouvelle Frontière (Justice League: The New Frontier) de Dave Bullock : Aquaman (voix originale)
- 2009 : Fired Up (Sea, sex and fun) de Will Gluck : Bruce
- 2013 : Hunger Games : L'Embrasement de Francis Lawrence : Gloss
- 2014 : Ninja Turtles de Jonathan Liebesman : Raphael
- 2015 : Témoin à louer (The Wedding Ringer) de Jeremy Garelick : Kip / Carew
- 2015 : Lazer Team de Matt Hullum : Adam
- 2016 : Blue Mountain State: The Rise of Thadland de Lev L. Spiro : Thad Castle (également producteur exécutif et scénariste)
- 2016 : Ninja Turtles 2 de Dave Green : Raphael
- 2018 : Office Uprising de Lin Oeding : Bob
- 2019 : Above the Shadows de Claudia Myers : Shayne
- 2019 : The Turkey Bowl de Greg Coolidge : Ronnie Best (également producteur exécutif)
- 2020 : Ghosts of War d'Eric Bress : Butchie
- 2023 : Fast and Furious 10 de Louis Leterrier : Aimes
- 2024 : Ordinary Angels de Jon Gunn : Ed Schmitt
- 2024 : Le Ministère de la Sale Guerre (The Ministry of Ungentlemanly Warfare) de Guy Ritchie : Anders Lassen

Prochainement
- The Man with the Bag d'Adam Shankman : Vince
- Spring Break '83 de Mars Callahan et Scott Spiegel : Brad[32]
- Cicada 3301 de lui-même : Agent Carver (postproduction)[32]
- The Rock Pile de John Deery : Don Miller (préproduction)[32]
- Bad Seeds of Loving Spring de lui-même : Isaiah (préproduction)[32]
- 2025 : War Machine de Patrick Hughes

#### Téléfilms
- 2006 : Toute une vie à s'aimer d'Armand Mastroianni : l'officier de l'armée
- 2009 : Un amour éternel de Ralph Hemecker : Lucian Manet

#### Séries télévisées
- 2005-2010 : Smallville : Aquaman / Arthur Curry (4 épisodes)
- 2010 : Les Experts : Miami : Paul Arnett (saison 8, épisode 19)
- 2010-2011 : Blue Mountain State : Thad Castle (39 épisodes)
- 2011 : 90210 Beverly Hills : Nouvelle Génération : Tripp Willinson (saison 3, épisode 18)
- 2013 : Hawaii 5-0 : Freddie Hart (saison 3, épisode 20)
- 2013 : Super Fun Night : Jason (pilote non retenu par CBS[11])
- 2014 : The Rebels : Tyler Stockley (pilote non retenu par Prime Video[13])
- 2014 : Holloway Heights : James (saison 1, épisode 4)
- 2014 : New Girl : Matt (saison 4, épisode 4)
- 2015 : Workaholics : Torpey (saison 5, épisode 3)
- 2016 : Black Mirror : Paul (saison 3, épisode 1)
- 2017 : Blood Drive : Arthur Bailey (13 épisodes)
- 2018-2020 : Titans : Hank Hall / Hawk
- 2018 : Alexa et Katie : Robbie (saison 1, épisode 10)
- 2018 : Les Wonder Choux : Chris (voix, 1 épisode)
- 2019 : Brooklyn Nine-Nine : Scully jeune (saison 6, épisode 2)
- 2019 : Supergirl : Hank Hall / Hawk (saison 5, épisode 9 - crossover Crisis on Infinite Earths)
- 2020 : Legends of Tomorrow : Hank Hall / Hawk (saison 5, épisode 1 - crossover Crisis on Infinite Earths)
- Depuis 2022 : Reacher : Jack Reacher

#### Jeux vidéo
- 2007 : La Légende de Beowulf : Modèle de personnage de la Légende de Beowulf

### Producteur
- 2014 : Mojito de Josh Janowicz (court métrage)
- 2019 : Seberg de Benedict Andrews (long métrage)

### Réalisateur
- 2017 : Tree House Time Machine d'Alan Ritchson (court métrage - également producteur et scénariste)
- 2021 : Dark Web: Cicada 3301

Prochainement
- Bad Seeds of Loving Spring

## Discographie
- 2006 : This is Next Time[7]

## Distinctions
Sauf indication contraire ou complémentaire, les informations mentionnées dans cette section proviennent de la base de données IMDb.

### Récompenses
- Best Shorts Competition 2017 : prix du mérite pour Tree House Time Machine
- Pitch to Screen Film Awards 2019 : meilleur acteur pour Above the Shadows

### Nominations
- Kids' Choice Awards 2017 : meilleure équipe pour Ninja Turtles 2